# Parasrivier
Parasrivier (Zweeds – Fins : Parasjoki) is een rivier annex beek, die stroomt in de Zweedse  gemeente Kiruna. De rivier stroomt door de Parasvallei (Parasenvuoma). Ze voedt en ontwatert het Parasmeer en stroomt noordwaarts. Ze mondt uit in het Vuoksujärvi; haar water belandt uiteindelijke in de Lainiorivier.
Afwatering: Parasrivier →  (Vuoksujärvi) → Lainiorivier → Torne → Botnische Golf